# МН-10
МН-10 — первая в мире полупроводниковая АВМ (аналоговая вычислительная машина). 

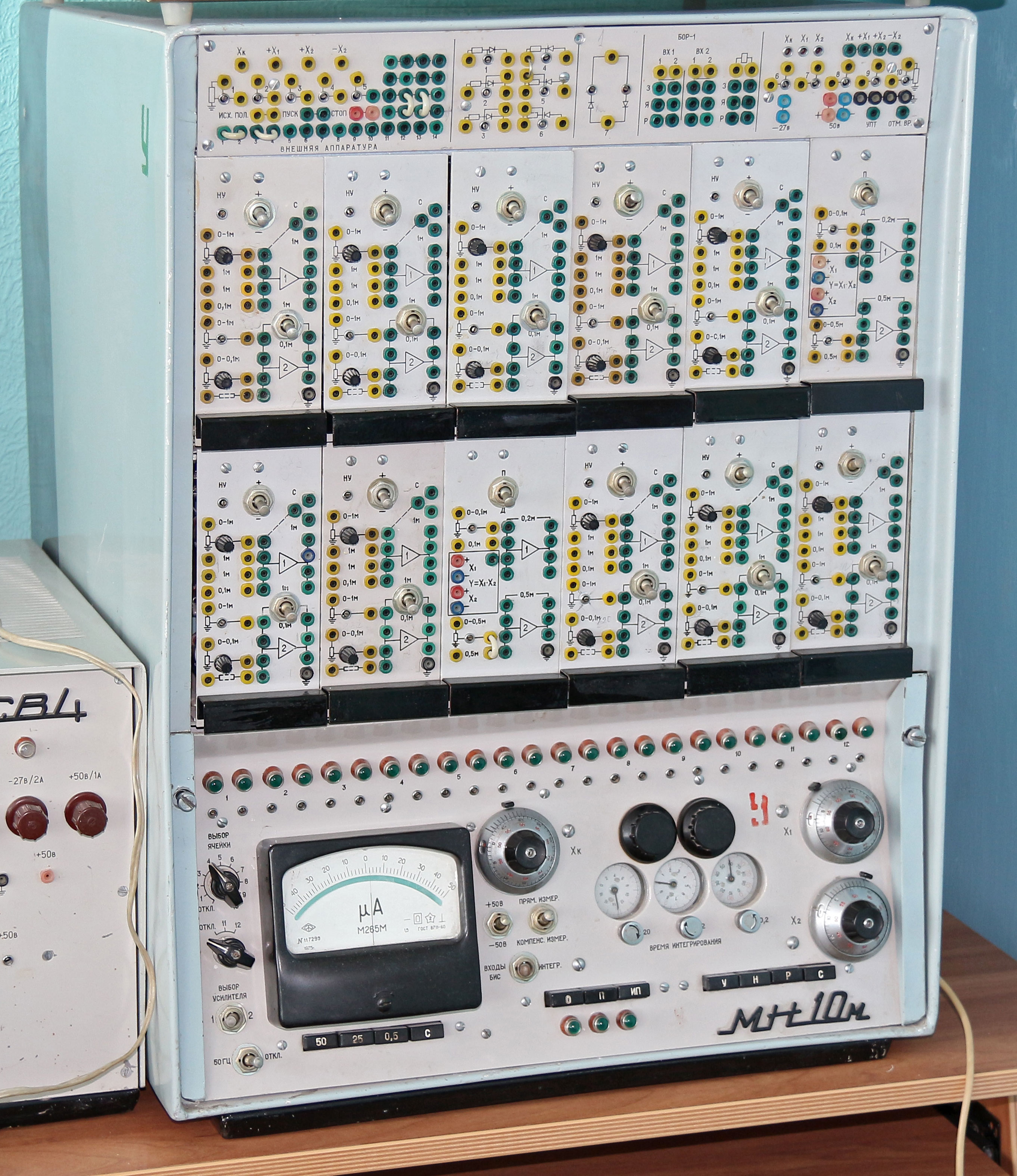
Аналоговая вычислительная машина МН-10

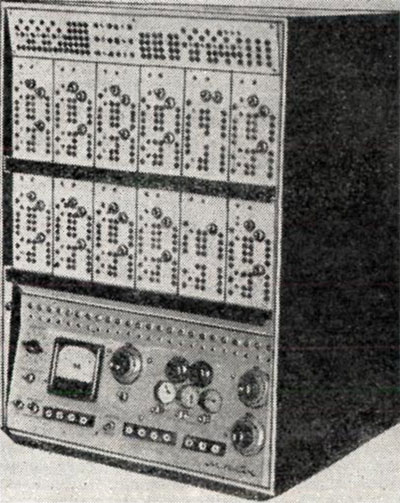

## История
Аналоговая вычислительная машина второго поколения МН-10 была разработана в 1957-1958 годах коллективом советских учёных под руководством начальника отдела аналоговой техники (переведён из СКБ-245 / НИЦЭВТ) НИИСчетмаша Валентина Борисовича Ушакова. Является первой в мире полупроводниковой АВМ, опередив на 1-2 года появление американского Electronic Associated Inc. TR-10 (1960-1961). Схема машины и источника питания была полностью построена на полупроводниковых элементах. Технический уровень полупроводниковых приборов, как и уровень технологического процесса не позволил её серийное производство сразу после разработки, будучи отложенной до начала 70-х годов - когда установка прошла модернизацию (МН-10М) и начала выпускаться серийно. Машины производились Заводом математических машин, г. Томск. Цена АВМ - около 8770 руб (на 1973-й год).

### Демонстрация за рубежом
Машина демонстрировалась на выставке в Нью-Йорке в июне 1959 года.

## Характеристики
Хоть и является АВМ общего назначения, основная задача возложенная разработчиками в МН-10 - решение дифференциальных уравнений.

### Технические характеристики[7]
- Настольная малогабаритная АВМ[6];
- Размеры — 460х615х445 мм;
- Вес - 75 кг;
- Питание — сеть 220 В (50 гц);
- АВМ малой мощности[8];

- Количество операций инвертирования и суммирования — до 24;
- Количество операций интегрирование с одновременным суммированием — до 10;
- Операций условного перехода — до 4;
- Количество воспроизводимых типовых нелинейных зависимостей — до 6;
- Количество постоянных коэффициентов на делителе — до 60;
- 9 фиксированных значений постоянных коэффициентов;
- Длительность процесса интегрирования — до 200 с;
- Возможность сопряжения с внешней аппаратурой — графопостроители, осциллографы и т.д.[9]

## Модификации

### МН-10М
Модификация МН-10М предназначена для решения нелинейных дифференциальных уравнений до 10-го порядка и исследования реальных динамических систем методом математического моделирования. Машина выполняла основные операции: суммирование, умножение на коэффициент, интегрирование, инвертирование, перемножение и деление 2-х зависимых переменных, воспроизведение нелинейных функций от одной переменной. Схема ее позволяет соединять две или три машины в один комплекс, для одновременной работы. Помимо новых возможностей, МН-10М отличалась и сниженным весом - 45 кг, и меньшими габаритами.